# لويز هانسن (دراجة)
لويز هانسن (بالدنماركية: Louise Norman Hansen)‏ هي دراجة دنماركية، ولدت في 12 فبراير 1995 في Faaborg-Midtfyn Municipality ‏ في الدنمارك.

## وصلات خارجية
- لويز هانسن على موقع أرشيف الدراجات (الإنجليزية)
- لويز هانسن على موقع إحصائيات الدراجات الإحترافية (الإنجليزية)
- لويز هانسن على موقع نسبة الدراجات (الإنجليزية)